# CeVIO Creative Studio
CeVIO es el nombre colectivo de una gama de proyectos de software de ordenador, incluyendo Vision (señalización digital) y Creative Studio (software de creación del audio). CeVIO se creó para asistir en la creación de contenido generado por el usuario.  Trabaja mediante el método de texto a voz.

## Visión general
Es un software de creación de audio para voz y sintetización de voz. Speech y Song son las principales características de este programa. La parte de Speech ofrece un gran diccionario de palabras con las que hablan Sato Sasara, Suzuki Tsudumi y Takahashi. Son precisas en el idioma japonés, aunque también existe la opción de editarlo manualmente. La parte de Speech se creó con la ayuda del método HTS. Este método es famoso en la base de fans de VOCALOID porque este método creó los sintetizadores en línea Sinsy, Open J-Talk, Renoid Player y muchos más. La parte de Speech ofrece diferentes tipos de voces para cada personaje.
La entonación del habla de CeVIO Creative Studio se puede controlar con tres parámetros: alegre, enojado y triste. También se pueden controlar otras cosas, como el volumen y la velocidad de consonantes y vocales.
El software se lanzó inicialmente como «CeVIO Creative Studio FREE» con Sato Sasara como única voz. Uno era libre de crear pistas, insertar letras y agregar respiraciones al final de las notas, pero incluso entonces esas quedarían atrapadas al final de sus respiraciones establecidas automáticamente. Cualquier otra cosa requeriría software externo, pero realmente no detuvo los cortes de sus transiciones vocales. Después del lanzamiento de «CeVIO Creative Studio S» el 14 de noviembre de 2014, la versión gratuita fue reemplazada por una versión de prueba de un mes de duración. La versión de demostración gratuita ya no está disponible desde el 19 de noviembre de 2014.
En la versión completa, se integraron más opciones de ajuste fino. Ajuste fino del tiempo de amplitud, que permite editar las transiciones entre dos sonidos. Además del tono, ahora también se pueden ajustar las curvas de tono, junto con el vibrato, la sincronización del vibrato, el volumen y la dinámica. El factor de género también está disponible, lo que hace que la voz sea menos o más madura. La opción para importar MIDI y .xml sigue presente. La extensión de archivo también ha cambiado de la versión gratuita de «.ccs» a «.csv».

## Productos

### CeVIO
- Sato Sasara (さとうささら), una voz femenina capaz de cantar y hablar.
- Suzuki Tsudumi (すずきつづみ), una voz femenina capaz sólo de hablar.
- Takahashi (タカハシ), una voz masculina capaz sólo de hablar.

### 1st Place
- ONE (オネ) es un voz femenina capaz de hablar y cantar. Es la segunda voz en el proyecto «- ARIA ON THE PLANETES -», siendo la primera Vocaloid IA.[3] Fue lanzada el 27 de enero de 2015 sólo con un banco de voz para hablar. Más tarde se lanzó un banco de voz para canto el 22 de mayo de 2015.[4]
- IA  (イア) es una voz femenina, originalmente lanzada para VOCALOID3 en el proyecto «- ARIA ON THE PLANETES -». Una voz de CeVIO para habla se lanzó en marzo de 2017, llamada «IA TALK - ARIA ON THE PLANETES -».[5] El 29 de junio de 2018, se lanzó IA English C, con un banco Power y Natural.  También se confirmó que se estaba desarrollando una versión de English IA de CeVIO para habla.[6]

### XING Inc.
- Akasaki Minato (赤咲湊) es el primer miembro de «Color Voice Series», una serie de bancos de voz de solo canto creado por XING Inc. Está ilustrado como una persona de 25 años, hombre, representando el color rojo.[7][8] Se lanzó junto a Midorizaki Kasumi el 19 de febrero de 2015. La voz es la contraparte de Kizaki Airi.
- Midorizaki Kasumi (緑咲香澄) es el segundo miembro de la serie. Está ilustrada como una persona de 27 años, mujer, representando el color verde. Se lanzó junto a Akasaki Minato el 19 de febrero de 2015. La voz es la contraparte de Shirosaki Yuudai.
- Ginsaki Yamato (銀咲大和) es el tercer miembro de la serie. Está ilustrado como una persona de 50 años, homnre, representando el color plateado. Se lanzó junto a Kinzaki Koharu el 19 de marzo de 2015. La voz es la contraparte de Kinzaki Koharu.
- Kinzaki Koharu (金咲小春) Es el cuarto miembro de la serie. Está ilustrada como una persona de 52 años hembra representando el oro de color. Se lanzó junto a Ginsaki Yamato encima Marcha 19, 2015. La voz es la contraparte de Ginsaki Yamato.
- Shirosaki Yuudai (白咲優大) es el quinto miembro de la serie. Está ilustrado como una persona de 20 años, hombre, representando el color blanco. Se lanzó junto a Kizaki Airi el 23 de abril de 2015. La voz es la contraparte de Midorizaki Kasumi.
- Kizaki Airi (黄咲愛里) es el sexto miembro de la serie. Está ilustrada como una chica de 18 años, mujer, representando el color amarillo. Se lanzó junto a Shirosaki Yuudai el 23 de abril de 2015. La voz es la contraparte de Akasaki Minato.
- HAL-O-ROID (ハルオロイド・ミナミ) es una voz gratuita del software con la voz del difunto cantante Enka, Haruo Minami.[9]

## Recibimiento
En 2013  ganó el premio MicrosoftⓇ Innovation Award 2013. También ganó un premio en el evento Premios CEDEC de 2013, después de recibir 300,000 descargas.